# Clemens Haanen

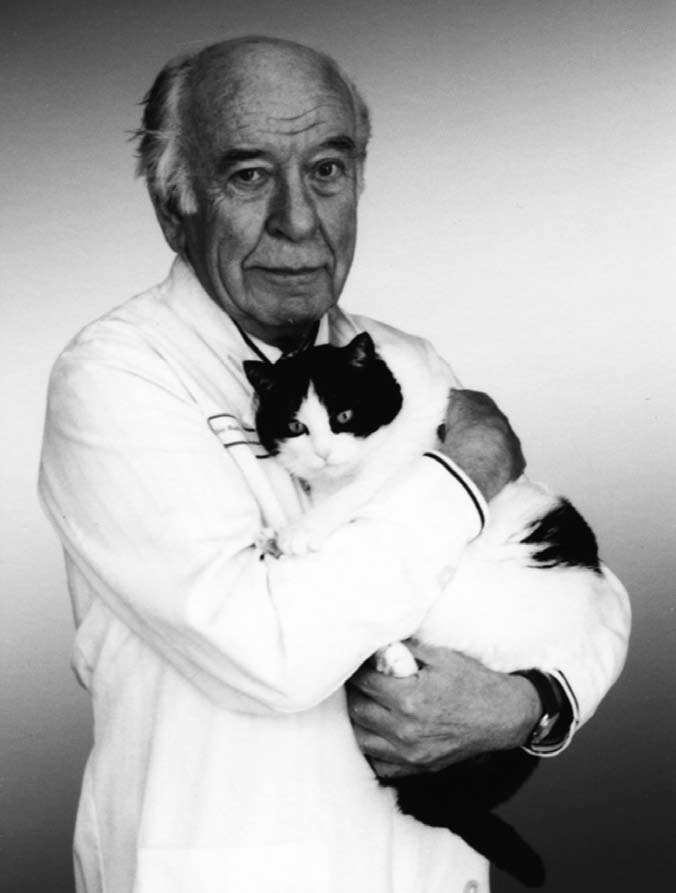

Clemens A.M. Haanen (Amsterdam, 28 december 1924 - 14 november 2009) was een Nederlandse hoogleraar interne geneeskunde en hematologie aan de Radboud Universiteit Nijmegen en lid van de Koninklijke Nederlandse Akademie van Wetenschappen.

## Opleiding
Haanen behaalde clandestien (in de Tweede Wereldoorlog) zijn propedeuse geneeskunde en studeerde vervolgens legaal geneeskunde aan de Universiteit van Amsterdam (1945-1952), onderbroken door een periode, waarin hij leed aan longtuberculose. Hij promoveerde in 1955 bij professor dr. S. van Creveld op het proefschrift Proconvertine, een klinisch en biochemisch onderzoek over stollingsfactor VII. Hij specialiseerde zich in de interne geneeskunde te Nijmegen, waar hij tussen 1952 en 1957 tot internist werd opgeleid door prof. dr. J. Enneking. Al gedurende zijn opleiding was Haanen hoofd van de trombosedienst van het Nederlandse Rode Kruis. Als afgestudeerd internist trad hij toe tot de staf van dr. C.L. Majoor in de Kliniek voor Interne Geneeskunde van het Radboud Ziekenhuis. Daar werd hij niet alleen hoofd van de polikliniek interne geneeskunde, maar ook oprichter en hoofd van het hematologisch laboratorium.

## Loopbaan
Tot 1965 deed Haanen vooral onderzoek naar bloedstolling en trombose. Hij aanvaardde zijn lectoraat met een openbare les, genaamd bloedingneiging en bloedvatontstopping. Zijn belangrijkste ontdekking op het gebied van de bloedstolling was zuivering van de Hagemanfactor (stollingsfactor XII), samen met de latere hoogleraar J. Schoenmakers. Haanen werd in 1967 benoemd tot buitengewoon hoogleraar in de hematologie aan de Katholieke Universiteit Nijmegen; deze zetel werd in 1969 bij zijn benoeming tot hoofd van de afdeling Hematologie omgezet in een gewone leerstoel. In de jaren hierna richtte hij zich op de kwaardaardige bloedziekten (leukemie en maligne lymfomen, als de ziekte van Hodgkin). Haanen bouwde een bloeiende afdeling hematologie op, waar met toenemend succes kwaadaardige bloed- en lymfeklierziekten werden behandeld, eerst met alleen chemotherapie en vanaf 1979 ook met beenmergtransplantatie. Rond 1970 sloot hij zich aan bij de leukemiegroep van de European Organisation for Research and Treatment of Cancer (EORTC).
Haanen betoonde zich een actief pleibezorger bij de introductie van het vergelijkende prospectief onderzoek via klinische trials bij acute leukemie in de Nederlandse klinische hematologie en oncologie. In de periode van 1979-1982 was hij voorzitter van de EORTC leukemiewerkgroep. In Nijmegen was Haanen oprichter van de afdeling Medische Oncologie; hij was zeer geïnteresseerd in de celbiologische aspecten van diverse soorten leukemie en kwaadaardige lymfeklierziekten. Met name de resistentie van de leukemiecellen voor chemotherapie, een oorzaak van therapiefalen, had zijn bijzondere belangstelling. In 1975 organiseerde Haanen het First International Congress on Flowcytometry in Nijmegen. Ook met de scheiding van cellen met behulp van elutriatie-centrifugatie liep Haanen met zijn groep voorop. Hij was promotor voor 29 onderzoekers, waarvan er acht hoogleraar werden.

## Commissies
Haanen was lid van een aantal commissies van de Gezondheidsraad (Permanente Commissie Oncologie, Beenmergtransplantatiecommissie, Commissie Aferese, Commissie Taakverdeling Oncologische Zorg), lid van de Voedingsraad, van de Raad voor Gezondheidsonderzoek (RGO), bestuurslid en later voorzitter van de Stichting Fundamenteel Geneeskundig Onderzoek van ZWO (voorloper van ZonMW van NWO) en lid van de wetenschappelijke adviesraad van het Nederlands Kanker Instituut en van de Nationale Raad voor het Kankeronderzoek. Van 1974-1978 was hij voorzitter van de Nederlandse Vereniging voor Hematologie. Daarnaast was Haanen lid van diverse wetenschappelijke jury's, binnen en buiten de KNAW.
Internationaal speelde hij vele jaren een belangrijke rol bij de EORTC, onder meer als voorzitter van de Leukemias and Hematosarcomas Cooperate Atomic Energy Agency, die de mogelijkheden van training van medisch personeel bij de beoordeling en behandeling van stralingsongevallen onderzocht.

## Emeritaat
Na zijn emeritaat in 1990 (zijn afscheidscollege had de titel Wat ik van mijn patiënten heb geleerd) bleef Haanen actief; hij werkte nog een tijd als internist-hematoloog in het Medisch Centrum in Enschede en was daar ook in het laboratorium actief. Samen met Vermes deed hij onderzoek naar geprogrammeerde celdood, apoptose. Door gebruik te maken van zijn expertise op het gebied van flow cytometrie droeg hij bij aan de ontwikkeling van een nieuwe detectiemethode. Ook was Haanen na zijn pensionering (mede) auteur van een 60-tal publicaties in voornamelijk internationale tijdschriften.
Haanen verwierf in 1996 voor zijn verdiensten voor de interne geneeskunde en zijn betekenis voor de hematologie en oncologie de gouden professor dr. A.A. Hijmans van den Bergh penning, de hoogste onderscheiding van de Nederlandse Internisten Vereniging. In zijn lezing ter gelegenheid van de uitreiking vergeleek hij kankergroei met de groei en het gedrag van bestuurders in de gezondheidszorg.